# Ergänzungshaushalt
Unter einem Ergänzungshaushalt versteht man die nachträgliche Veränderung eines noch nicht verabschiedeten, noch im Beratungsverfahren befindlichen Haushaltsentwurfs. Mit einem Nachtragshaushalt wird dagegen ein bereits verabschiedeter Haushalt (Haushaltsgesetz oder Haushaltssatzung) abgeändert.
Ein Ergänzungshaushalt wird in demselben Verfahren aufgestellt wie ein Haushaltsplan (§ 32 BHO).
Beispiele sind das Ergänzungshaushaltsgesetz 1967 oder die Finanzierung des sog. Klimapakets in den Haushaltsjahren 2020 bis 2023 mit zusätzlichen Ausgaben in Höhe von 54 Mrd. Euro.